# Comté de Zapata
Pour les articles homonymes, voir Zapata.
Le comté de Zapata, en anglais : Zapata County, est un comté situé dans le sud de l'État du Texas aux États-Unis. Le siège de comté est la census-designated place de Zapata. Selon le recensement de 2020, sa population est de 13 889 habitants. Il a une superficie de 2 740 km2, dont 2 582 km2 de surfaces terrestres. Le comté est nommé en référence à Antonio Zapata, un propriétaire de ranch.

## Organisation du comté
Le comté est fondé le 22 janvier 1858, lorsque les comtés de Starr et de Webb ont été séparés. Il est définitivement organisé le 26 avril 1858.
Le comté est nommé en l'honneur du chef militaire et fermier local Antonio Zapata, le 22 janvier 1858, lors de la création du comté.

## Histoire
Des artefacts, datant de la période paléoindienne (9200 av. J.-C. à 6000 av. J.-C.) démontrent que les humains ont vécu dans la région depuis peut-être 11 000 ans. Les terres de l'actuel comté de Zapata étaient peuplées par les Amérindiens Carrizos et Tepemaca, faisant partie du peuple Coahuiltecans et les Amérindiens Borrados.
La première exploration européenne de la région a probablement été faite par le capitaine Miguel de la Garza Falcón qui, en 1747, conduit un groupe sur la rive nord du Rio Grande depuis le site actuel d'Eagle Pass jusqu'à l'embouchure du fleuve en suivant une route connue plus tard comme l'ancienne route militaire. Garza décrit la terre comme « stérile, avec peu ou pas d'eau, peu d'herbe [...] et impropre à la colonisation faute d'un approvisionnement en eau adéquat ».
Le premier établissement dans le futur comté est fondé seulement trois ans plus tard par José Vázquez Borrego, un éleveur de Coahuila. Le 22 août 1750, il fonde l'hacienda Nuestra Señora de los Dolores, à quelques kilomètres du site actuel de San Ygnacio (en). Pour coloniser la région, Vázquez déplace vingt-trois familles de Coahuila. La même année, José de Escandón, un colon espagnol, se trouve dans la région pour fonder de nouvelles colonies. Vázquez le contacte et lui suggère que l'hacienda Nuestra Señora de los Dolores soit ajoutée à la liste des colonies, proposées par Escandón. En échange, Vázquez propose d'établir un ferry sur le fleuve à ses frais. Escandón accepte, donne à Vázquez le titre de capitaine et lui attribue cinquante sitios.

## Géographie

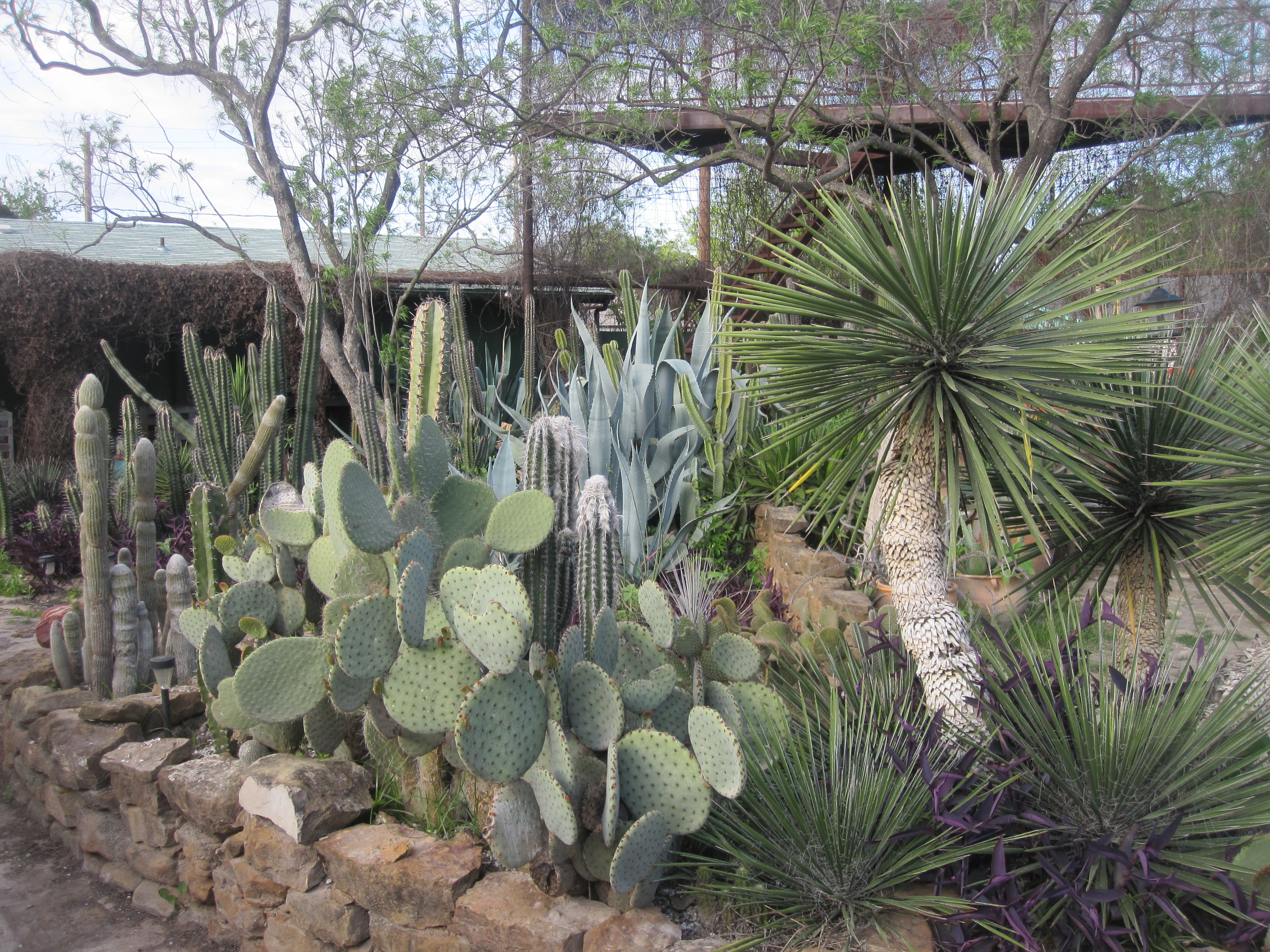
Jardin de cactus à San Ygnacio.

Le comté de Zapata se situe dans le sud de l'État du Texas aux États-Unis,. Il est traversé par l'US Highway 83 (en) au sud de Laredo et de l'État du Texas, dans les plaines du Río Grande. Il est bordé à l'ouest par le fleuve Río Grande qui est la limite du comté mais aussi la frontière entre les États-Unis et le Mexique, face à l'État du Nuevo León.
La plus grande localité et le siège du comté, est la census-designated place de Zapata, située en bordure du Río Grande à la jonction de l'autoroute US 83 et de l'U.S. route 16. Le comté de Zapata couvre 1 607,7 km2, avec des altitudes allant de 61 m à 213 m. Le comté est composé de sols limoneux de couleur claire sur des sous-sols argileux rougeâtres ou tachetés. Le calcaire se trouve à des endroits situés à moins de 1 010 mm de la surface. La flore comprend des arbustes épineux, des plantes herbacées, des mesquites et des cactus.
Le comté a une superficie de 2 740 km2, dont 2 582 km2 de surfaces terrestres et 158 km2 de surfaces aquatiques.

## Comtés adjacents
|  | Comté de Webb   |                   |
|  | comté de Zapata | Comté de Jim Hogg |
|  |                 | Comté de Starr    |

## Démographie
Lors du recensement de 2010, le comté comptait une population de 14 018 habitants. Elle est estimée, en 2017, à 14 322 habitants,.

Pyramide des âges du comté de Zapata (2000).

| Groupes           | Comté de Zapata | Texas | États-Unis |
| ----------------- | --------------- | ----- | ---------- |
| Blancs            | 93,6            | 70,4  | 72,4       |
| Autres            | 5,2             | 10,6  | 6,4        |
| Métis             | 0,6             | 2,5   | 2,7        |
| Amérindiens       | 0,3             | 0,7   | 0,9        |
| Afro-Américains   | 0,1             | 11,9  | 12,6       |
| Asiatiques        | 0,2             | 3,8   | 4,8        |
| Total             | 100             | 100   | 100        |
|                   |                 |       |            |
| Latino-Américains | 93,3            | 37,6  | 16,7       |

## Galerie

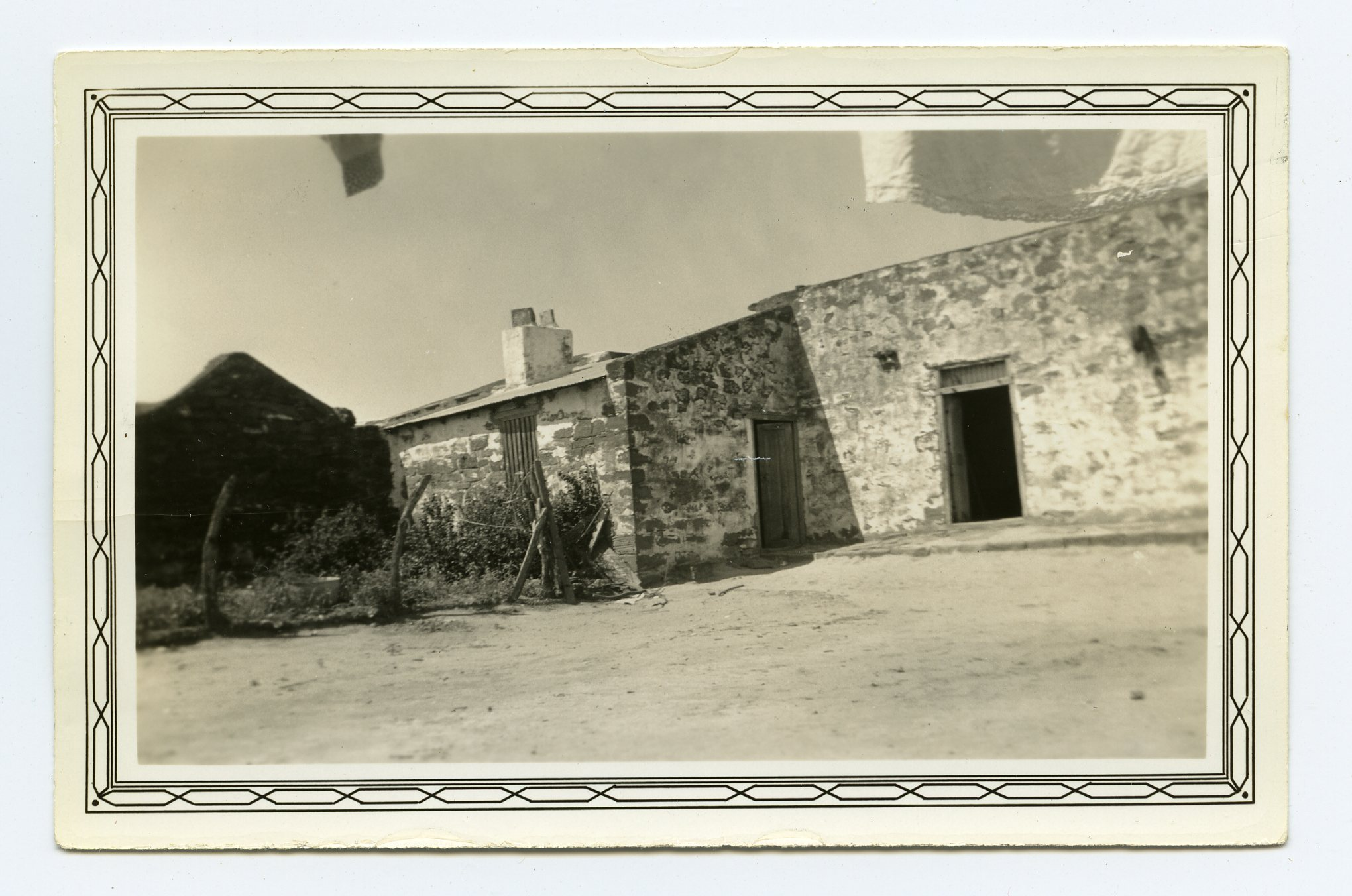
Ranch de San Ygnacio (bâtiment historique).
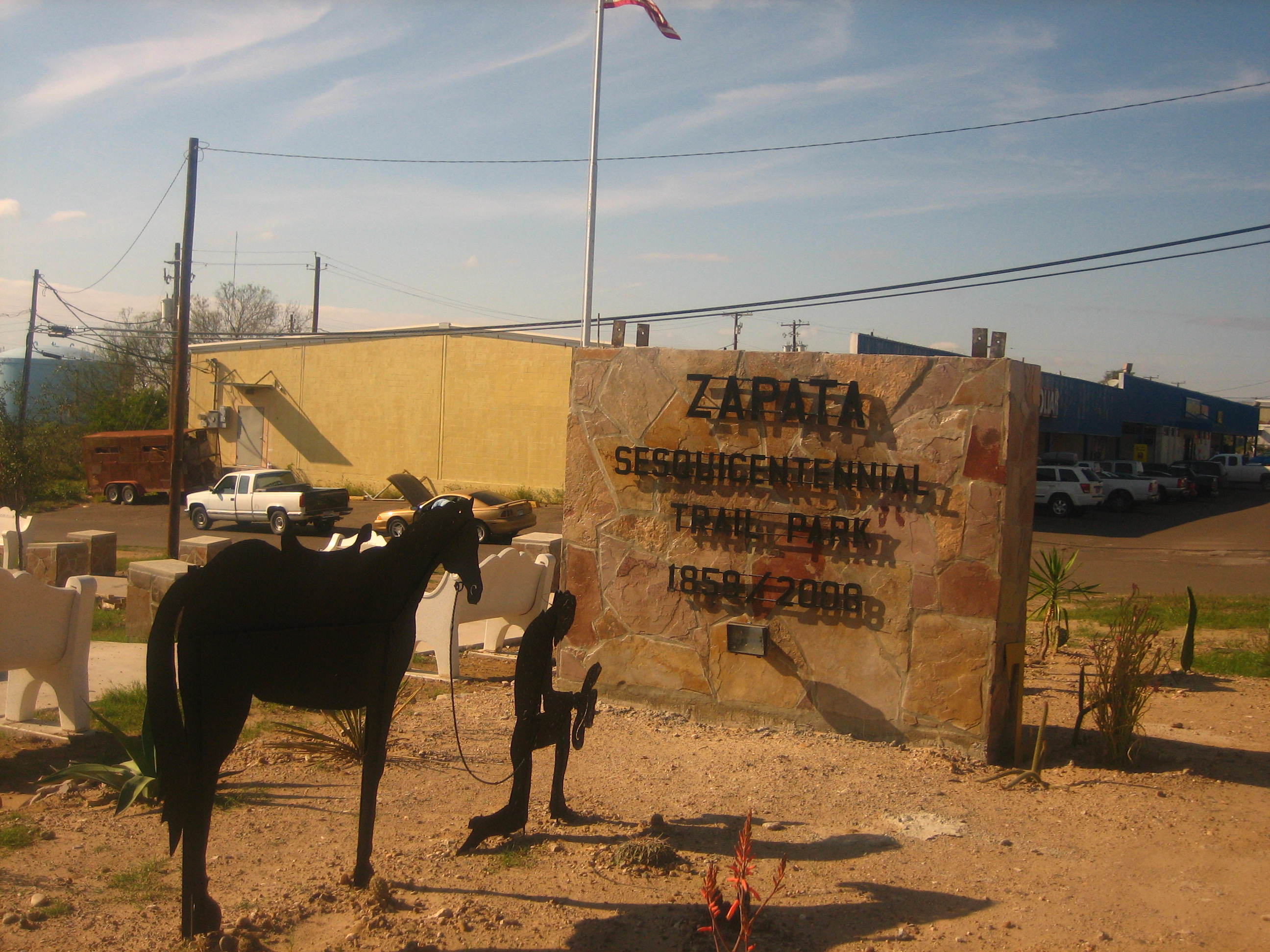
Praying cowboy, en français : Le cow-boy qui prie à Zapata.
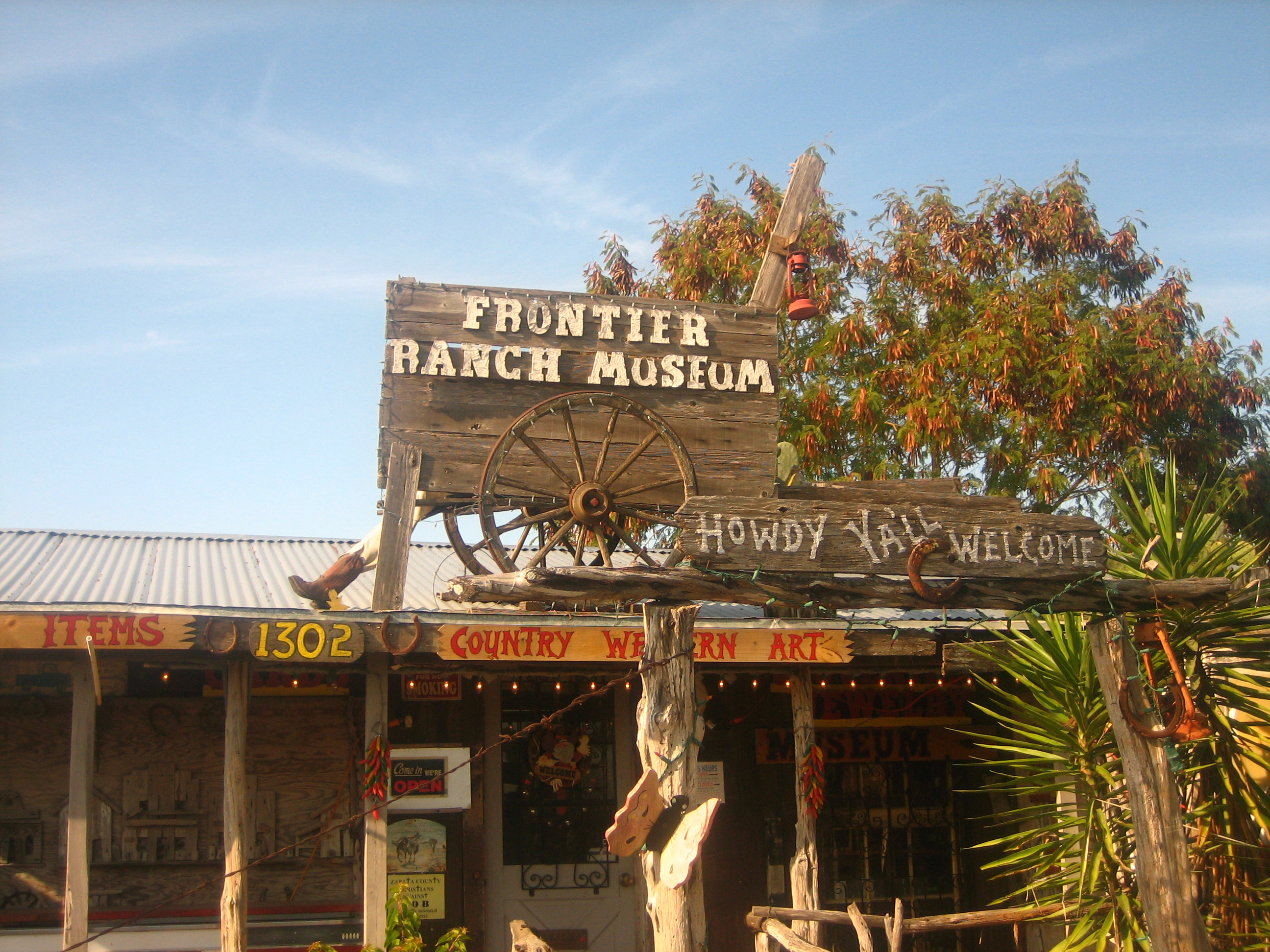
Le musée du ranch de la frontière à Zapata.

## Source de la traduction
- (en) Cet article est partiellement ou en totalité issu de l’article de Wikipédia en anglais intitulé « Zapata County, Texas » (voir la liste des auteurs).